# Аромат любви Фанфан
«Аромат любви Фанфан» (другие названия фильма в российском прокате: «Фанфан — аромат любви» и «Фанфан и Александр») (фр. Fanfan) — французская мелодрама 1993 года с Софи Марсо и Венсаном Пересом в главных ролях.

## Общая информация
Экранизация романа Александра Жардена «Фанфан».
Совместное производство французской киностудии Gaumont и телевизионного канала „France 3 Cinema“ при участии французского телеканала Canal+.
На русский язык фильм был впервые озвучен на  киностудии им. М. Горького в 1993 году. Текст читали Ирина Акулова и Александр Соловьёв. Есть также ещё две версии перевода фильма, сделанные несколько лет позже. Один из них — профессиональный многоголосый и второй — одноголосый закадровый, очень детальный (женский голос).

## Сюжет
Двадцатипятилетний Александр, студент-медик, собирается жениться на Лоре, очень милой и хозяйственной девушке. Она прекрасно готовит и считает домашние тапочки отличным подарком любимому на День Святого Валентина. Вместе они уже пять лет. Заказано пышное подвенечное платье, составлены списки гостей, запечатаны приглашения — осталось только отнести их на почту. Однако в загородном доме своих друзей, пожилой влюблённой пары Ти и Мод, Александр встречает очень красивую, общительную и весьма решительную  девушку Фанфан и сразу поддаётся её очарованию. Фанфан учится на парфюмера. Парфюмером и преподавателем в парфюмерной школе является и её бабушка Мод. Её отец работает клоуном в цирке (про мать никакой информации в фильме нет). Ти — художник, работает декоратором в театре. Для того, чтобы заработать деньги на съём небольшой комнатки, Фанфан даёт уроки акробатики детям. У Александра в квартире в клетках живут крокодил, утка, цыплята, в кресле сидит кролик, а на балконе гуляет козочка. Фанфан пылко влюбляется в Александра, но называет его «ненормальным»: он согласен заниматься сексом с Лорой, однако от Фанфан держится на расстоянии, позволяя себе только ужинать с ней при свечах или вальсировать в театральных костюмах, изображая влюблённую пару XIX века. Своё поведение он оправдывает тем, что не хочет смиряться с угасанием страсти:  через это он уже прошёл с Лорой. В детстве большую душевную рану нанесла ему ветреность матери: по его словам, он часто видел по утрам в её спальне всё новых и новых мужчин. Александр счастлив видеть Фанфан каждый день — и только; ей же этого очень мало. Сможет ли Фанфан добиться от Александра взаимности?

## В ролях
- Софи Марсо — Фанфан
- Венсан Перес — Александр
- Марин Дельтерм — Лора
- Мишлин Пресль  — Мод
- Жерар Сети  — Ти
- Бруно Тодескини — Поль
- Ариэль Семёнофф — мать Лоры
- Жерар Кайо — отец Лоры
- Тьерри Лермитт  — камео (в ресторане)

## Оценки
- Сайт IMDB — 6,9[1]
- Сайт Кинопоиск — 7,0
- Сайт Кино-Театр.Ру — 8,652